# Río Grande de Cagayán
El río Grande de Cagayán (o simplemente Río Cagayán) es el río más largo y más grande del archipiélago de Filipinas. Se encuentra en la región del valle del Cagayán en el noreste de la isla de Luzón y atraviesa las provincias de Nueva Vizcaya, Quirino, Isabela y Cagayán.

## Geografía
Las cabeceras del río se encuentran en la sierra de Caraballo del Luzón Central a una altitud de aproximadamente 1.524 metros. El río fluye hacia el norte a unos 505 kilómetros hasta su desembocadura en el Canal Babuyán cerca de la ciudad de Aparri, Cagayán. El río desciende rápidamente a 91 metros encima del nivel del mar a unos 227 kilómetros de la desembocadura del río.
Aparece descrito en el primer volumen del Diccionario geográfico, estadístico, histórico de las Islas Filipinas (1850) de Manuel Buzeta Núñez y Felipe Bravo con las siguientes palabras:

CAGAYAN: gran r. de la isla de Luzon, llamado Tajo por los españoles, en recuerdo del r. que con este nombre corre por la península ibérica; tambien le dan algunos el nombre de Aparri por el pueblo así llamado, que se halla á su orilla izquierda cerca de su desagüe en el mar. Tiene su origen en las vertientes setentrionales del encumbrado monte llamado Caraballo-Sur, donde se forma el enlace de todo el sistema de montañas, no solo de la isla de Luzon, sino de todo el archipiélago Filipinio. Parten de este monte al N. E. los llamados de Sierra-Madre ó gran cordillera, que van á terminar en el cabo del Engaño, y las islitas que asoman en el mar, al N. de aquel cabo: al N. dirije otra gran cordillera que termina en la punta Pata, entre cuya punta y el mencionado cabo del Engaño, que descuellan en la costa setentrional de la isla, se forma un gran seno debido á la accion de las aguas marítimas sobre dicha parte de la isla, que no tiene el apoyo de las espresadas montañas, y se halla ademas recabada por los grandes r. que corren por ella y desaguan en aquel seno: allí está la boca del caudaloso Cagayan ó Tajo, formando el puerto de Aparri en los 125° 18' long., 18° 25' lat. Entre las dos espresadas cordilleras que se enlazan en el Caraballo-Sur, corre tambien por mas de 18 leg. desde dicho monte al N. E., otra cordillera lamada ramificacion del Mamparan; al O. del principio de esta cordillera, en el estremo S. O. de la prov. de Nueva-Vizcaya, nace el espresado r. en los 124° 37' 20" long., 16° 9' lat. El E. de la misma cordillera en los 125° 5' long., 16° 22' 30" lat. nace otro ramo del mismo r. y van á reunirse al estremo N. E. de la cordillera del Mamparan, en los 125° 22' long., 15° 2' 30" lat.: el primero riega en un curso de mas de 27 leg. los territorios de los pueblos de Nueva-Vizcaya, llamados Aritao, Dupax, Bambang, Bayombong, Lumabang, Bagabag, Calanusian y Jurao; el segundo y sus afluentes pasan por los de Carig, Camabag ó Camaraga, Angadan y Cauayan: corre como unas 15 leg. Despues de reunidos ambos ramos del Cagayan ó Tajo, pasa este r. por los términos de Gami é Ilagan, de la misma prov., y saliendo de ella en los 125° 12' 30" long., 15° 10' lat., riega en la de su nombre Cagayan ó del Tajo en un curso de 26 leg. hasta su boca, los de Tumauini, Cabagan, Tuguegarao, Iguig, Amulung, Alcalá, Nasiping, Gataran ó Gatacan, Lallo, Camalaninugan, Bugay y Aparri. El curso general de este r. tiene mas de 55 leg., y es navegable desde su boca por gran trecho á embarcaciones de bastante porte: esta navegacion es sin embargo peligrosa en la estacion de las lluvias, principalmente por los troncos de los árboles y otros obstáculos que arrastra en su curso; por ello es preciso hacerla con grandes precauciones. Este r. es incalculablemente beneficioso por los grandes territorios que fertilizan sus aguas en la prov. de su nombre y en al de Nueva-Vizcaya, por el gran recurso que proporciona con su abundante pesca á los pueblos de sus riberas, por lo que facilita las comunicaciones y transportes, y por el abrigo que en la estacion de los torbellinos y vendabales ofrece á las embarcaciones que cruzan por las aguas setentrionales de la isla: en el art. cagayan prov., pueden verse algunos otros pormenores relativos á este r.
(Buzeta y Bravo, 1850, p. 442)

## Cuenca del Río Grande de Cagayán
Entre los ríos de Luzón tiene el primer lugar, no solo por su mucha extensión, sino también por el gran caudal de sus aguas, el río Grande  de Cagayán, llamado asimismo Tajo por los españoles.
Comparado con todos los del Archipiélago, á ninguno cede la primacía, si no es al Río Grande de Mindanao.

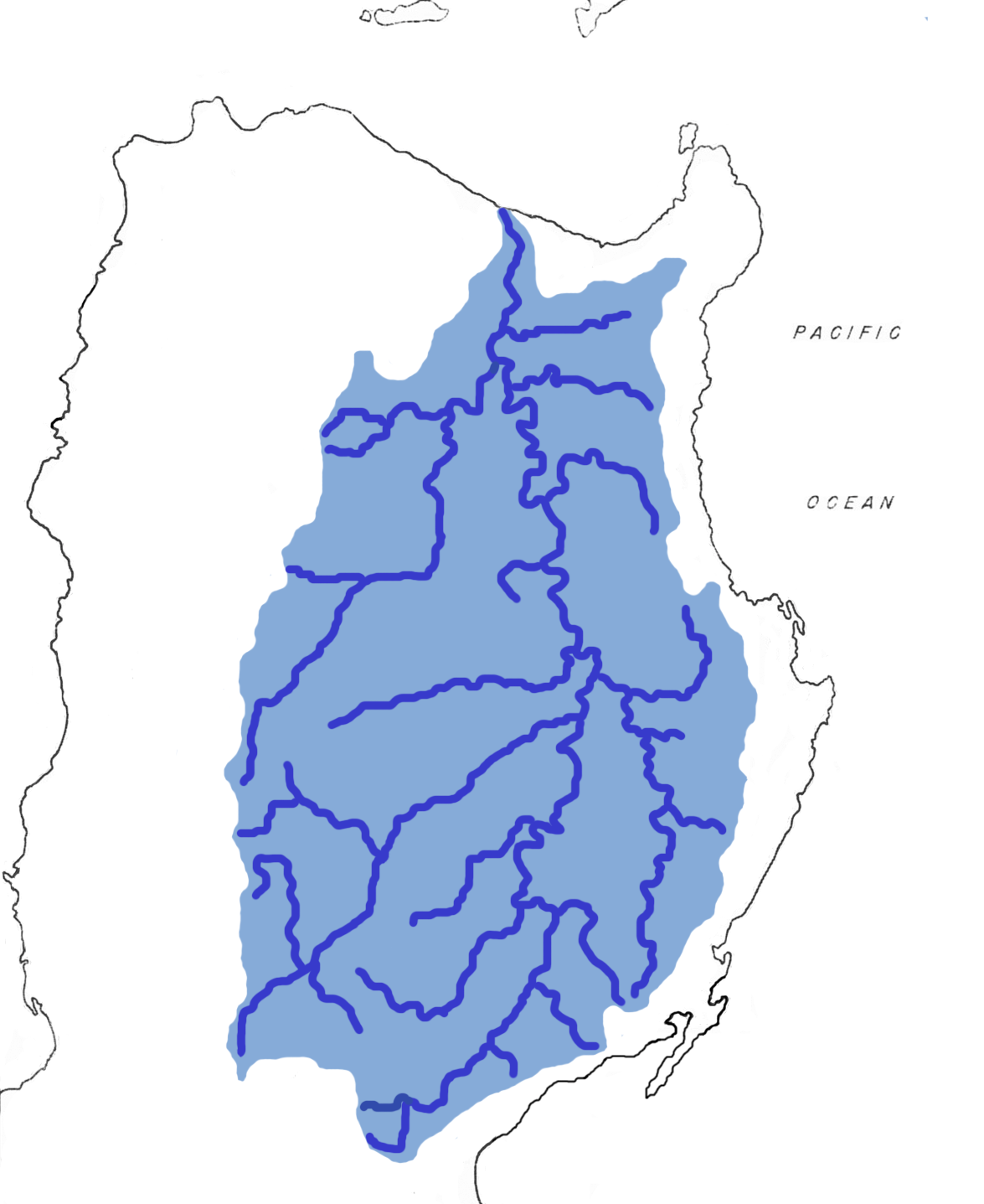
Cuenca hidrográfica del Río Grande de Cagayán

Su cuenca hidrográfica abarca toda la región comprendida entre los Caraballos Occidentales, la Sierra Madre y el Caraballo Sur, con una área o extensión total de 38.52 km².
El origen de este gran río debe fijarse en la vertiente septentrional del Caraballo Sur, al este del punto de arranque de la cordillera Mamparan.
Sigue una dirección nordeste en su principio, y recibiendo en su seno las  aguas que bajan por la vertiente oriental de la mencionada cordillera  Mamparan, y las que descienden por la vertiente occidental de la Sierra Madre, conserva, aunque con numerosas inflexiones, por espacio de más de 20 leguas, la misma dirección hasta Tumauini, cerca de la mitad de su curso, habiéndosele incorporado por la orilla izquierda, en las cercanías de Gamú, el mayor de sus afluentes, el río Magat.
Pasando por Ilagan y Tumauini, continúa su curso con rumbo norte, y habiendo, con grandes sinuosidades, fecundado los pueblos de Cabagán Nuevo, Iguig, Amúlung, Alcalá, Gattaran y Lal-ló, con ancha y navegable corriente llega hasta Aparri, pueblo situado junto á su desembocadura, para ceder el tributo de sus aguas al mar de la China Meridional, que baña la costa septentrional de Luzón.

## Afluentes

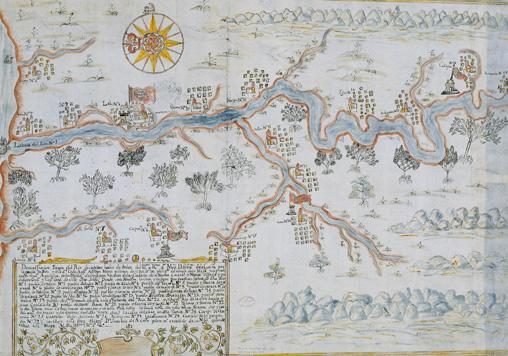
Descripción geográfica del río Cagayán por Juan Luis de Acosta, Circa 1720.

Numerosos son los afluentes que el río Grande de Cagayán recibe  en su seno por ambas orillas, mereciendo entre todos especial mención el Magat, el Bangag o río Chico y el Siífu o Sibbú que se le incorporan por la orilla izquierda.